# فرودگاه سن لوران دو مرونی
فرودگاه سن لوران دو مرونی (به انگلیسی: Saint-Laurent-du-Maroni Airport) یک فرودگاه با کد یاتا LDX است که یک باند فرود سنگفرش دارد و طول باند آن ۱۰۰۰ متر است. این فرودگاه در شهر سن لوران دو مرونی کشور گویان فرانسه قرار دارد و در ارتفاع ۵ متری از سطح دریا واقع شده است.

## شرکت‌های هواپیمایی و مقصدهای پروازی
| شرکت‌های هواپیمایی  | مقصدهای پروازی                                                |
| ------------------ | ------------------------------------------------------------- |
| Air Guyane Express | کاین رشابوو، گراند-سانتی، ماریپاسئولا، یوهان ادالف پنگل، ساول |